# 幾內亞拉潘隆頭魚
幾內亞拉潘隆頭魚（学名：Lappanella guineensis）為輻鰭魚綱鱸形目隆頭魚亞目隆頭魚科的一種鱼类，其种加词“guineensis”意为“几内亚的”。分布於中東大西洋區的獅子山海域，棲息深度約100公尺，體長可達11.8公分，棲息在礁石區，生活習性不明。